# Futebolista sul-americano do ano de 2011

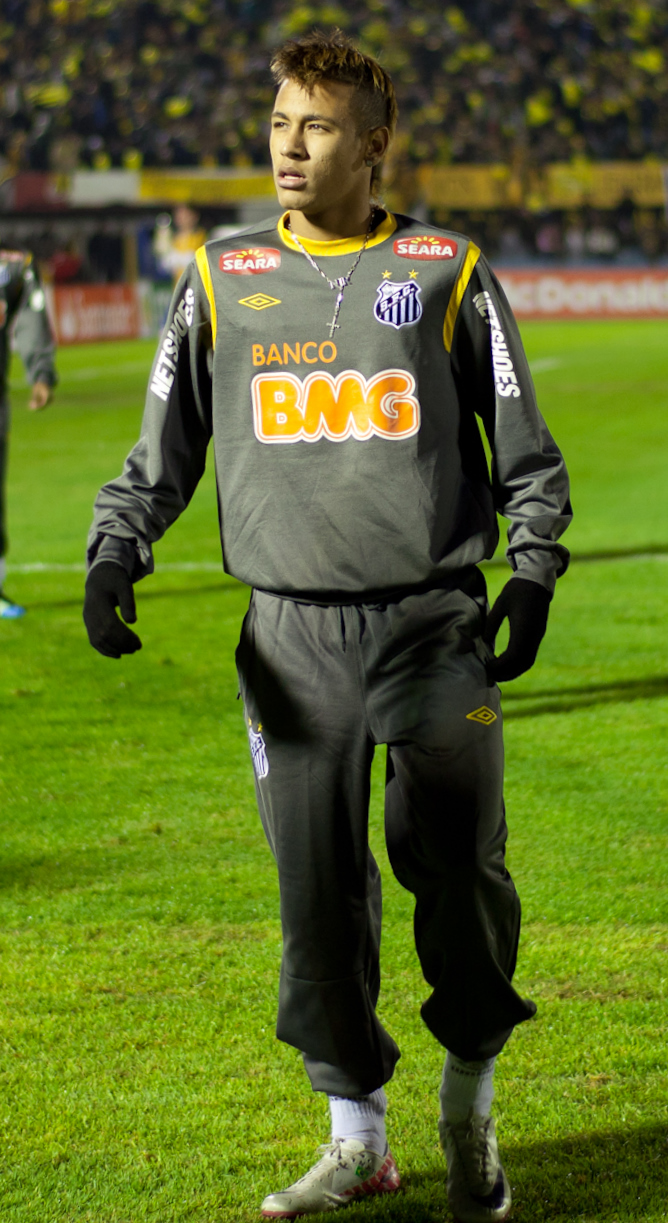
Neymar, o "Rei da América" de 2011.

O prêmio de futebolista sul-americano do ano de 2011, conhecido também por Rei da América, é concedido para o melhor jogador de futebol atuando na América do Sul no ano. É dado pelo jornal uruguaio El País através de uma votação de jornalistas de todo o continente. Foi concedido ao brasileiro Neymar, do Santos, em 31 de dezembro de 2011.
Neymar tinha se tornado o segundo jogador do Santos a ganhar o prêmio.

## Finalistas
| Posição | Jogador              | Nacionalidade | Clube                | Votos |
| ------- | -------------------- | ------------- | -------------------- | ----- |
| 1°      | Neymar               | Brasil        | Santos               | 130   |
| 2°      | Eduardo Vargas       | Chile         | Universidad de Chile | 70    |
| 3°      | Paulo Henrique Ganso | Brasil        | Santos               | 33    |